# İncirpınar
İncirpınar (türkisch für Feigenquelle) ist ein Dorf im Landkreis Babadağ der türkischen Provinz Denizli. İncirpınar liegt etwa 42 km nordwestlich der Provinzhauptstadt Denizli und 12 km nordwestlich von Babadağ. İncirpınar hatte laut der letzten Volkszählung 197 Einwohner (Stand Ende Dezember 2010).